# اوه‌لویی
اوه‌لویی (به فرانسوی: Aveluy) یک کمون در فرانسه است که در دپارتمان  سم در او-دو-فرانس واقع شده‌است. اوه‌لویی ۶٫۶۴ کیلومتر مربع مساحت و ۵۲۳ نفر جمعیت دارد و ۷۲ متر بالاتر از سطح دریا واقع شده‌است.